# Jang
Jang (koreanisch 장) ist eine im Koreanischen gebräuchliche Transkription des chinesischen Familiennamens Zhang (chinesisch 張 / 张).

## Namensträger
- Jang Chan-jae (* 1989), südkoreanischer Radrennfahrer
- Jang Chang (* 1996), südkoreanische Fußballspielerin
- Jang Chun-woong (* 1975), südkoreanischer Badmintonspieler
- Jang Dae-hyun (* 1998), südkoreanischer Karambolagespieler
- Jang Dae-il (* 1975), südkoreanisch-englischer Fußballspieler
- Jang Do-yeong (1923–2012), südkoreanischer General, Politiker und Politologe; Premierminister 1961
- Jang Dong-gun (* 1972), südkoreanischer Regisseur
- Jang Dong-hee (* 1995), südkoreanischer Fußballspieler
- Jang Ga-eul (* 2006), südkoreanische Tennisspielerin
- Jang Gil-hyeok (* 1987), südkoreanischer Fußballspieler
- Jang Gwang (* 1952), südkoreanischer Schauspieler
- Jang Gyung-gu (* 1990), südkoreanischer Radrennfahrer
- Jang Hee-jin (* 1983), südkoreanische Schauspielerin
- Jang Hee-ryung (* 1993), südkoreanische Schauspielerin
- Jang Hun (* 1975), südkoreanischer Regisseur
- Jang Hye-ji (* 1997), südkoreanische Curlerin
- Jang Hye-jin (* 1975), südkoreanische Schauspielerin
- Jang Hyeok-jin (* 1989), südkoreanischer Fußballspieler
- Jang Hyuk (* 1976), südkoreanischer Schauspieler
- Jang Hyun-soo (* 1991), südkoreanischer Fußballspieler
- Jang Hyung-seok (* 1972), südkoreanischer Fußballspieler
- Jang Ja-yeon (1980–2009), südkoreanische Schauspielerin
- Jang Jae-ho (* 1986), südkoreanischer E-Sportler
- Jang Ji-seok (* 2005), südkoreanischer Fußballspieler
- Jang Ji-won (* 1979), südkoreanische Taekwondoin
- Jang Jin-sung (* 1971), koreanischer Schriftsteller
- Jang Jin-young (1974–2009), südkoreanische Schauspielerin
- Jang Joon-hwan (* 1970), südkoreanischer Filmregisseur
- Jang Jun (* 2000), südkoreanischer Taekwondoin
- Jang Kal (* um 1875), südkoreanischer Taekgyeon-Meister
- Jang Keun Suk (* 1987), südkoreanischer Schauspieler
- Jang Mi-ran (* 1983), südkoreanische Gewichtheberin
- Jang Min-chul (* 1991), südkoreanischer E-Sportler
- Jang Min-gyu (* 1999), südkoreanischer Fußballspieler
- Jang Min-hee (* 1999), südkoreanische Bogenschützin
- Jang Minho (* 1977), südkoreanischer Sänger
- Jang Myong-jin (* 1981), nordkoreanischer Eishockeyspieler
- Jang Nara (* 1981), südkoreanische Schauspielerin
- Jang Ok-rim (* 1948), nordkoreanische Volleyballspielerin
- Jang Se-hong (* 1953), nordkoreanischer Ringer
- Jang Sel-gi (* 1994), südkoreanische Fußballspielerin
- Jang Seung-eop (1843–1897), koreanischer Maler
- Jang Sok-chol (* 1975), nordkoreanischer Fußballspieler
- Jang Song-hyok (* 1991), nordkoreanischer Fußballspieler
- Jang Song-man (* 1985), nordkoreanischer Tischtennisspieler
- Jang Song-thaek (1946–2013), nordkoreanischer Politiker
- Jang Soo-young (* 1988), südkoreanische Badmintonspielerin
- Jang Su-jeong (* 1995), südkoreanische Tennisspielerin
- Jang Suk-won (* 1989), südkoreanischer Fußballspieler
- Jang Sun-jae (* 1984), südkoreanischer Radrennfahrer
- Jang Sun-woo (* 1952), südkoreanischer Regisseur
- Jang Sung-woo (* 2002), südkoreanischer Shorttracker
- Jang Taek-sang (1893–1969), südkoreanischer Politiker
- Jang U-Shik (* 1914), japanischer Eisschnellläufer
- Jang Won-seok (Filmproduzent) (* 1976), südkoreanischer Filmproduzent
- Jang Won-seok (Fußballspieler) (* 1986), südkoreanischer Fußballspieler
- Jang Woo-jin (* 1995), südkoreanischer Tischtennisspieler
- Jang Yeong (* 1934), südkoreanischer Eisschnellläufer
- Jang Yeong-sil, koreanischer Erfinder und Chef-Ingenieur
- Jang Yong-ho (* 1976), südkoreanischer Bogenschütze
- Jang Young-soo (* 1982), südkoreanischer Badmintonspieler
- Jang Yun-chang (1960–2025), südkoreanischer Volleyballspieler

sowie
- Axel Jang (* 1968), deutscher Bobsportler
- Jon Jang (* 1954), US-amerikanischer Jazzmusiker
- Sol Jang (* 1992), südkoreanische Jazzmusikerin